# ديفيد فيغا هرنانديز
ديفيد فيغا هرنانديز (بالإسبانية: David Vega Hernández)‏ هو لاعب كرة مضرب إسباني، ولد في 23 يونيو 1994.

## وصلات خارجية
- ديفيد فيغا هرنانديز على موقع رابطة محترفي التنس (الإنجليزية)
- ديفيد فيغا هرنانديز على موقع الاتحاد الدولي لكرة المضرب (الإنجليزية)
- ديفيد فيغا هرنانديز على موقع خلاصة التنس.كوم (الإنجليزية)